# ديزة غمامية
ديزة غمامية (الاسم العلمي:Disa nubigena) هي نوع من النباتات تتبع جنس الديزة من الفصيلة السحلبية.